# Kazuki Ganaha
Kazuki Ganaha (japanisch 我那覇 和樹 Ganaha Kazuki; * 26. September 1980 in Naha, Präfektur Okinawa) ist ein japanischer Fußballspieler. Von 1999 bis 2008 spielte er für Kawasaki Frontale, ab der Saison 2006/07 in der J. League. 2009 wechselte er zu den Vissel Kobe. Er ist der erste japanische Nationalspieler von den Ryūkyū-Inseln. Sein Debüt im Nationaldress gab er am 9. August 2006 in einem Freundschaftsspiel gegen Trinidad und Tobago. Bisher schoss er drei Tore in sechs Spielen für die Nationalmannschaft.

## Dopingvorwurf
Am 8. Mai 2007 wurde Ganaha zu sechs Spielen Sperre wegen Dopings verurteilt. Sein Arzt verabreichte ihm intravenös eine Kochsalzlösung mit Vitamin B1, da er unter einer Erkältung mit Fieber und Durchfall litt, dehydriert war und nicht trinken konnte. Die entsprechenden Behandlungsprotokolle wurden der Liga vorschriftsmäßig zugesandt. Die J-League wertete dies als Doping, da sie keine akute Notwendigkeit für die Infusion sah und ein Antrag auf Genehmigung dieser nicht vorlag und so die Anti-Doping-Richtlinien der Liga verletzt sah und bestrafte Klub und Spieler. Der Internationale Sportgerichtshof CAS hob am 26. Mai 2008 die Strafe mit der Begründung auf, dass die Kochsalzlösung nicht zu einer Leistungssteigerung führe und dass die Liga in der Pflicht sei, zu beweisen, dass die Infusion medizinisch gesehen nicht notwendig war.

## Weblink
- Kazuki Ganaha in der Datenbank von National-Football-Teams.com (englisch). Abgerufen am 3. März 2009.